# Amstel Gold Race 1982
L'Amstel Gold Race 1982, diciassettesima edizione della corsa, si svolse il 24 aprile 1982 su un percorso di 242 km da Heerlen a Meerssen. Fu vinta dall'olandese Jan Raas, che terminò in 6h 10' 45".

## Ordine d'arrivo (Top 10)
| Pos. | Corridore          | Squadra       | Tempo    |
| ---- | ------------------ | ------------- | -------- |
| 1    | Jan Raas           | TI-Raleigh    | 6h10'45" |
| 2    | Stephen Roche      | Peugeot-Shell | a 2"     |
| 3    | Gregor Braun       | Capri Sonne   | a 7"     |
| 4    | Sean Kelly         | Sem-France L. | s.t.     |
| 5    | Phil Anderson      | Peugeot-Shell | s.t.     |
| 6    | Hennie Kuiper      | DAF Trucks    | s.t.     |
| 7    | Ludo Peeters       | TI-Raleigh    | a 1'14"  |
| 8    | Adrie van der Poel | DAF Trucks    | s.t.     |
| 9    | Jostein Wilmann    | Capri Sonne   | s.t.     |
| 10   | Ad Wijnands        | TI-Raleigh    | a 2'18"  |